# LR-89

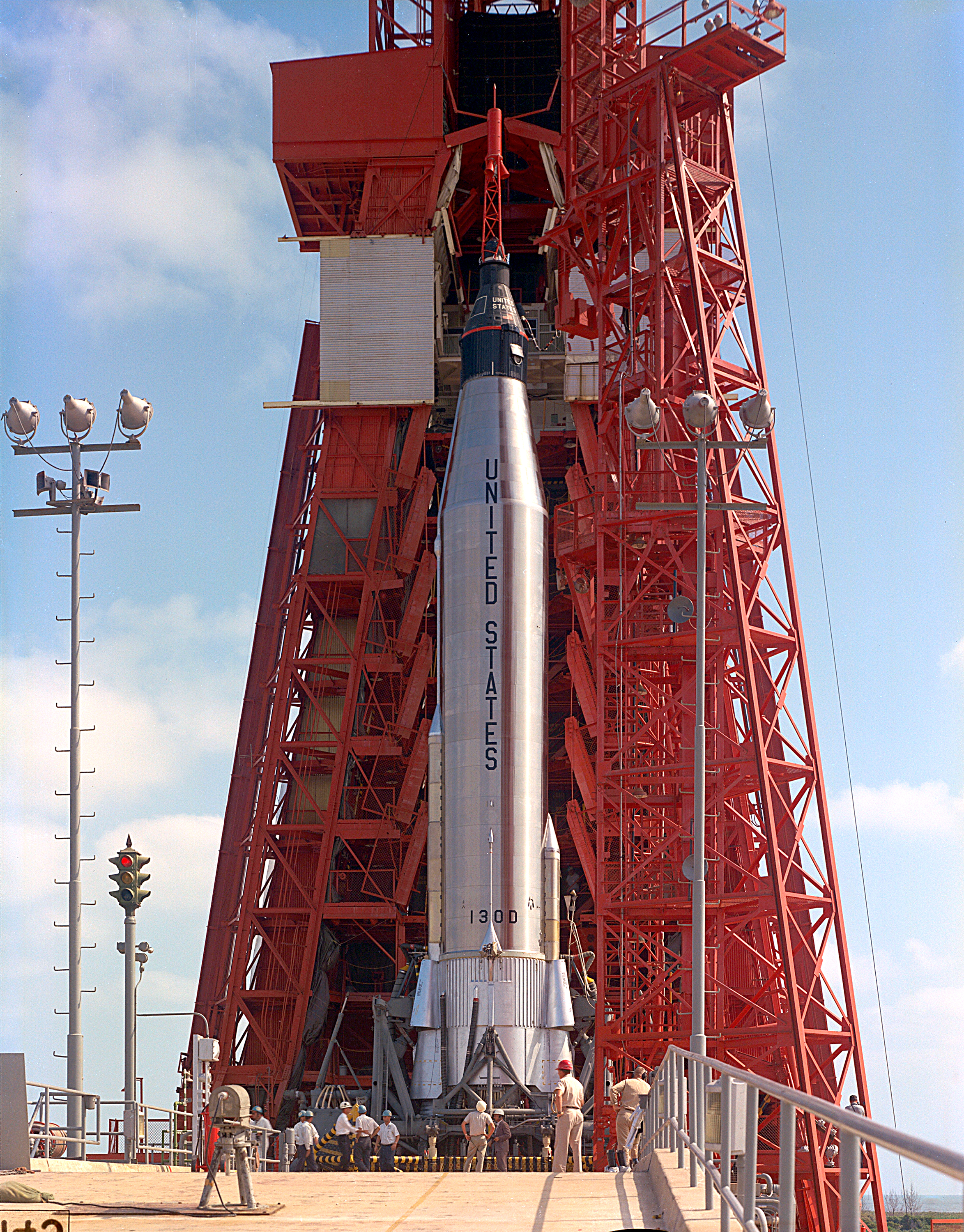
LR89を搭載したマーキュリー・アトラス

LR89は1950年代にアトラスロケットの動力として原型が開発された液体燃料ロケットエンジンである。ロケットダインによって開発されたガス発生器サイクルで再生冷却式のエンジンである。推進剤はケロシンと液体酸素が使用され、2004年までアトラスIIで使用された。

## 派生機種

### XLR89-1
1957年に最初に試験された1958年に16基が試験に使用された。アトラスA/B/Cに使用された。
- 推力 (真空中): 758,7 kN
- 比推力 (真空中): 282秒
- 比推力 (海面高度): 248秒
- 重量: 725 kg
- 直径: 1,53 m
- 燃焼室の数: 1基
- 燃焼室圧力: 4000 kPa
- 燃焼室内部温度: ~ 3300℃
- 膨張比: 8:1
- 作動時間: 130秒
- 液体酸素/RP-1の混合比: 2,25:1
- 推力重量比: 106,71

### XLR89-5
XLR89-1の改良型で1958年から1967年に合計320基が生産された。アトラスDに使用された。  
- 推力 (真空中): 758,7 kN
- 比推力 (真空中): 282秒
- 比推力 (海面高度): 248秒
- 重量: 643kg
- 直径: 1,53 m
- 燃焼室の数: 1基
- 燃焼室圧力: 4000 kPa
- 燃焼室内部温度: ~ 3300℃
- 膨張比: 8:1
- 作動時間: 135秒
- 液体酸素/RP-1の混合比: 2,25:1
- 推力重量比: 120.32

### LR89-5
アトラスE/Fに1960年から1995年まで使用された。合計504基が打ち上げられた。
- 推力 (真空中): 820.5 kN
- 比推力 (真空中): 290秒
- 比推力 (海面高度): 265秒
- 重量: 720 kg
- 全長: 3.4m
- 直径: 1,53m
- 燃焼室の数: 1基
- 燃焼室圧力: 4100 kPa
- 燃焼室内部温度: ~ 3300℃
- 膨張比: 8:1
- 作動時間: 120秒
- 液体酸素/RP-1の混合比: 2,25:1
- 推力重量比: 116.48

### LR89-7
1963年から1997まで使用された。合計198基が使用された。  
- 推力 (真空中): 948 kN
- 比推力 (真空中): 294秒
- 比推力 (海面高度): 259秒
- 重量: 712 kg
- 全長: 3.4m
- 直径: 1,53m
- 燃焼室の数: 1基
- 燃焼室圧力: 4200 kPa
- 燃焼室内部温度: ~ 3300℃
- 膨張比: 8:1
- 作動時間: 174秒
- 液体酸素/RP-1の混合比: 2,25:1
- 推力重量比: 135.87

### RS-56-OBA
1991年から2004年まで使用された。合計126基が使用された。
- 推力 (真空中): 1046 kN
- 比推力 (真空中): 299秒
- 比推力 (海面高度): 263秒
- 重量: 805 kg
- 全長: 3.43m
- 直径: 2.45m
- 燃焼室の数: 1基
- 燃焼室圧力: 4800 kPa
- 燃焼室内部温度: ~ 3300℃
- 膨張比: 8:1
- 作動時間: 172秒
- 液体酸素/RP-1の混合比: 2,25:1
- 推力重量比: 132.3